# سورگو-پئوله
سورگو-پئوله شهری در شهرستان سابسه در استان بام در بورکینافاسوی شمالی است و جمعیت آن ۳۹ نفر است.